# NK Žminj
NK Žminj je hrvatski nogometni klub iz istoimenog grada, koji trenutačno igra u 4. NL NS Rijeka.
Klub je osnovan 1970. godine, te svoje domaće utakmice igra na Igralištu Žminja s kapacitetom od 1000 mjesta. Od 1993. godine bilježi veliki uspon te petnaest godina biva u samom vrhu istarskog nogometa. 1994. godine u kvalifikacijama pobjeđuju NK Jedinstvo Omladinac iz Nedešćine (1:0, 0:0), te se plasiraju u Treću hrvatsku nogometnu ligu – Zapad. Dvije godine kasnije ponovo u kvalifikacijama izborena je Druga hrvatska nogometna liga – Zapad gdje je protivnik bila Donja stubica (2:0, 6:2). Nakon dvije sezone u Drugoj hrvatskoj nogometnoj ligi – Zapad, Žminj se kao prvak Treće hrvatske nogometne lige – Zapad, 2000. godine promovira u jedinstvenu drugu hrvatsku nogometnu ligu. Žminj je tako četiri sezone igrao u drugoj hrvatskoj nogometnoj ligi, od 1996. do 1998., te od 2000. do 2002. U sezoni 2001./2002. NK Žminj je trenirao i poznati hrvatski nogometaš i reprezentativac Mladen Mladenović, kojem je to bio prvi trenerski angažman, nakon čega preuzima prvoligaša HNK Rijeku.  Nakon ispadanja iz druge hrvatske nogometne lige, u sezoni 2002./2003. Žminj pod vodstvom Igora Pamića osvaja naslov prvaka Treće hrvatske nogometne lige – Zapad, te ponovo igra kvalifikacije za drugu ligu. Nakon prolaza protiv pulske Istre (2:1, 2:2) u finalu je bila bolja sisačka Segesta, te se Žminj ne uspjeva ponovo plasirati među drugoligaše. Žminj je od 2002. do 2008. bio član Treće hrvatske nogometne lige – Zapad, a potom od 2008. do 2012. član Četvrte hrvatske nogometne lige – Zapad. Pobjednik je Kupa Nogometnog saveza Županije Istarske 2000. godine (protivnik NK Rovinj), te finalist 2008. (pobjednik NK Istra Tar). 
2012. godine NK Žminj završava sezonu kao četvrtoplasirana momčad 4. HNL – Zapad, te po plasmanu ulazi u novoformiranu 3. HNL – Zapad. Prema pravilniku prvih je pet klubova ulazilo u Treću HNL, dok bi se Četvrta HNL ukinula te bi ostali klubovi ispadali u županijske lige. Međutim pod nerazjašnjenim okolnostima, a pod izlikom ne ispunjavanja uvjeta, Žminj, zajedno s fažanskom Mladosti (petoplasirani) biva izbačen u prvu županijsku nogometnu ligu istarsku. U sezoni 22./23. Žminj završava sezonu na trećem mjestu, te koristi pravo promocije u viši rang natjecanja, te se od sezone 23./24. ponovno nalazi u saveznom rangu natjecanja, jednom iznad županijske lige.

## Poznati bivši igrači
| Ime           | Državljanin | sadašnji klub        |
| ------------- | ----------- | -------------------- |
| Igor Pamić    |             | završio karijeru     |
| Manuel Pamić  |             | NK Smoljanci Sloboda |
| Zvonko Pamić  |             | NK Karlovac 1919     |
| Alen Pamić    |             | †                    |
| Sandi Križman |             | SCR Altach           |

## Vanjske poveeznice
- Nogometni magazin